# Pop Dukljanin
Pop Dukljanin (Presbyter Diocleas, Presbyter Diocleates, Anonymus Dyocleates), povijesni pisac (?, oko 1100. – ?, druga pol. XII. st.). 
Tim su imenom pisci od Ludovika Crijevića Tuberona, Ivana Lučića i Danielea Farlatija nazivali, a poslije se to uobičajilo, anonimnog autora historiografskoga zapisa poznatog pod najčešćim imenom Ljetopis popa Dukljanina. 
Prevladava mišljenje da je pop Dukljanin bio visoki crkveni dostojanstvenik i da je pisao svoje djelo između 1150. i 1180. Pokušavajući imenovati anonimnog autora, prvi je Vjekoslav Klaić uputio na Grgura, barskog i dukljanskog nadbiskupa. Klaićevo mišljenje slijedili su bez daljnje razrade Ferdo Šišić i Nikola Radojčić. Neki su autori u njemu vidjeli redovnika benediktinca (N. Banašević), a neki samo svećenika (Nada Klaić). Jedni su ga smatrali Romanom (Dominik Mandić), drugi, mnogobrojniji (Šišić, Radojčić, S. Mijušković) Slavenom. Najnovija istraživanja Eduarda Peričića osnažila su Klaićevo mišljenje da je pop Dukljanin bio barski nadbiskup Grgur, podrijetlom Zadranin.